# COTS Demo Flight 2
COTS Demo Flight 2+ var den andra obemannade testflygningen av företaget SpaceX:s rymdfarkost Dragon. Farkosten sköts upp med en Falcon 9-raket den 22 maj 2012 och dockades med rymdstationen Internationella rymdstationen ISS den 25 maj.
Farkosten lämnade rymdstationen den 31 maj 2012, några timmar senare återinträdde den i jordens atmosfär och landade i Stilla havet utanför Mexikos kust.
Från början var det tänkt att denna flygning endast skulle ta sig mycket nära rymdstationen och att en flygning kallad COTS 3 skulle bli den första att docka med rymdstationen. Men i december 2011 bestämdes det att även dockningen skulle genomföras under denna flygning.

### Fotnoter
1. ↑  ”NASA Space Science Data Coordinated Archive” (på engelska). NASA. https://nssdc.gsfc.nasa.gov/nmc/spacecraft/display.action?id=2012-027A. Läst 27 mars 2020.
2. ↑  Manned Astronautics - Figures & Facts Arkiverad 5 oktober 2015 hämtat från the Wayback Machine., läst 23 juli 2016.